# Don't Break My Heart Again
Don't Break My Heart Again е песен на английската рок група „Уайтснейк“, от техния студиен албум от 1981 г. Come an' Get It. Написана от вокалиста Дейвид Ковърдейл, песента е вдъхновена от разпада на първия му брак. Китарното соло, изпълнено от Бърни Марсдън, е записано на първия дубъл, но въпреки многобройните опити да го подобри, Марсдън в крайна сметка се съгласява да използва първия дубъл. Китаристът Дъг Олдрич (който свири с групата от 2003 г. до 2014 г.) по-късно нарича Don't Break My Heart Again една от любимите му песни на „Уайтснейк“.
Песента е издадена като водещ сингъл от Come an' Get It през март 1981 г. Обратната Б-страна включва песента Child of Babylon, от същия албум. Don't Break My Heart Again достига №17 в „Ю Кей Сингълс Чарт“ в Обединеното кралство. Продуциран е и музикален видеоклип и групата изпълнява песента в германското телевизионно шоу „Рокпоп“.

## Списък на песните
Издание за ОК
1. Don't Break My Heart Again – 4:04 (Дейвид Ковърдейл)
2. Child of Babylon – 4:50 (Дейвид Ковърдейл, Бърни Марсдън)

## Състав
- Дейвид Ковърдейл – вокали
- Мики Муди – китари, задни вокали
- Бърни Марсдън – китари, задни вокали
- Нийл Мъри – бас китара
- Иън Пейс – барабани
- Джон Лорд – клавиши

## Позиция в класациите
| Класация (1981) | Най-висока позиция |
| --------------- | ------------------ |
| Великобритания  | 17                 |
| Ирландия        | 17                 |